# Luau
Luau (fins 1975 Vila Teixeira de Sousa) és un municipi de la província de Moxico. Té una extensió de 3.839 km² i 84.447 habitants. Comprèn la comuna de Luau. Limita al nord i oest amb el municipi de Muconda, a l'est amb la República Democràtica del Congo, i al sud amb el municipi de Luacano. És travessat pel Caminho de Ferro de Benguela, impulsat per Sir Robert Williams, amic de Cecil Rhodes, i que després d'estar força malmès per la Guerra Civil angolesa va reobrir l'estació de Luau l'agost de 2013.
Fins 1975 es va dir Vila Teixeira de Sousa en honor del polític portuguès António Teixeira de Sousa.